# Роггенбург (Базель-Ланд)
Роггенбург (нем. Roggenburg BL) — коммуна в Швейцарии, в кантоне Базель-Ланд.
Входит в состав округа Лауфен. Население составляет 287 человек (на 31 марта 2008 года). Официальный код — 2790.